# 付宝荣
付宝荣（1978年6月3日—），吉林省吉林市人，中国女子曲棍球運動員，司職前锋；亦為中国国家女子曲棍球队成員，曾经代表中國参加2004年雅典奥运会和2008年北京奥运会。

## 簡歷
付宝荣早期為篮球运动员，曾在1992年进入了吉林市业余体校篮球队；至1995年，她開始改练曲棍球，並在同年入選吉林省体育运动学校的曲棍球队，兩年後就入选了国家集训队。
2010年11月，付宝荣代表中國出戰廣州亞運會，參加曲棍球比賽，奪得金牌。